# Kapka Kassabova
Kapka Kassabova (ur. w listopadzie 1973 w Sofii) – bułgarska autorka powieści, literatury podróżniczej, poetka.
Dzieciństwo spędziła w Bułgarii, a w 1992 roku z całą rodziną wyemigrowała do Nowej Zelandii. Opublikowała tam dwa tomiki wierszy: All Roads Lead to the Sea (1997) oraz wyróżniony Nagrodą Stowarzyszenia Pisarzy Wspólnoty Narodów Reconnaissance (1999). W 2005 roku przeniosła się do Szkocji, gdzie wydała książkę Street Without a Name (2008), za którą otrzymała nominację do Europejskiej Nagrody Książkowej oraz Nagrody im. Williama Dolmana przyznawanej dla  najlepszej książki podróżniczej. Jej kolejna książka Dwanaście minut miłości. Opowieść o tangu (2011) zdobyła nominację do Nagrody Szkockiej Rady Sztuki, a najnowsza – Granica (2017) – została obsypana wyróżnieniami, otrzymała m.in. Nagrodę im. Nayefa Al-Rohana przyznawaną przez British Academy, Nagrodę im. Edwarda Stanforda i Williama Dolmana,  Nagrodę Londyńskiego Highland Society i „The Highland Times”, a także znalazła się pośród nominowanych do Nagrody Baillie Gifford, Nagrody im. Duffa Coopera, Nagrody im. Christophera Ondaatje,  Amerykańskiej Nagrody Krytyków Literackich oraz Nagrody im. Gordona Burna. Autorka publikowała m.in. na łamach „The Guardian”, „The Times Literary Supplement”, „Vogue”, „The Sunday Times” i „The Scottish Review of Books”, a także wielokrotnie gościła na antenie trzeciego i czwartego programu radia BBC. Mieszka w Szkocji.